# Tibouchina lithophila
Tibouchina lithophila är en tvåhjärtbladig växtart som beskrevs av John Julius Wurdack. Tibouchina lithophila ingår i släktet Tibouchina och familjen Melastomataceae. Inga underarter finns listade i Catalogue of Life.